# Paracalliope lowryi
Paracalliope lowryi is een vlokreeftensoort uit de familie van de Paracalliopiidae. De wetenschappelijke naam van de soort is voor het eerst geldig gepubliceerd in 1992 door Barnard & Drummond.